# Grand Ribaud
L'isola Grand Ribaud, in francese île du Grand Ribaud, si trova a sud della penisola di Giens, tra questa e l'isola di Porquerolles, nel comune di Hyères, Var.
Si trova a un 1 km da La Tour Fondue, porto di Giens da dove partono i traghetti per Porquerolles. Ha una superficie di 16 ha circa. Fu acquistata dal dottor Charles Richet, premio Nobel in fisiologia nel 1913.
Dei vivai ancora esistono sull'isola, dove il professore allevava pesci velenosi e meduse a scopo di ricerca. Introdusse sull'isola anche dei canguri, che morirono.
La costa occidentale è molto rocciosa, con scarsa vegetazione. Il centro dell'isola ha una macchia più folta, con lentisco, querce, mirto, corbezzolo, pini, ulivi piantati prima della guerra.
La zona sud, dove si trovano un faro, una fortezza napoleonica e un porticciolo, appartiene al demanio.
Due edifici residenziali sorgono sul lato est, uno dei quali è visibile dalla costa di Giens, che appartengono agli eredi del professor Richet.
Sull'isola vige un divieto di edificazione.